# Golf de Beauvallon
Golf de Beauvallon is een Franse golfclub, opgericht in 1927. De golfbaan ligt in het departement Var, ten westen van Sainte Maxime. 

## Clubhuis
In 1926-1927 ontwierp de Nederlandse architect Bernard Bijvoet, samen met de Fransman Pierre Chareau, het clubhuis van Golf de Beauvallon. Het gebouw geniet sinds 1993 de status van beschermd monument ("architecture contemporaine remarquable"). In 1994 werd het gerestaureerd. In 2001 werd het geplaatst op de lijst van Patrimoine du xxe siècle.